# Yū Fukumoto
Yū Fukumoto (japanisch 福本 悠 Fukumoto Yū; * 3. Juli 2002 in der Präfektur Mie) ist ein japanischer Fußballspieler.

## Karriere

### Verein
Fukumoto erlernte das Fußballspielen in der Schulmannschaft der Rissei School sowie in den Jugendmannschaften von Tsurapido FC und Gamba Osaka. Die erste Mannschaft von Gamba spielte in der ersten Liga, die U23-Mannschaft in der dritten Liga. Als Jugendspieler kam er 2020 dreimal in der dritten Liga zum Einsatz.